# Les Cleistocactus
Les Cleistocactus (abreviado  Cleistocactus) es un libro con ilustraciones y descripciones botánicas que fue escrito por el médico y botánico francés Frédéric Albert Constantin Weber y publicado en el año 1904. Fue pre o reimprimido de Bulletin Mensuel de la Societe Centrale d'Agriculture, d'Horticulture et d'Acclimatation de Nice et des Alpes-Maritimes 44: 47. 1904.